# شينكانسن

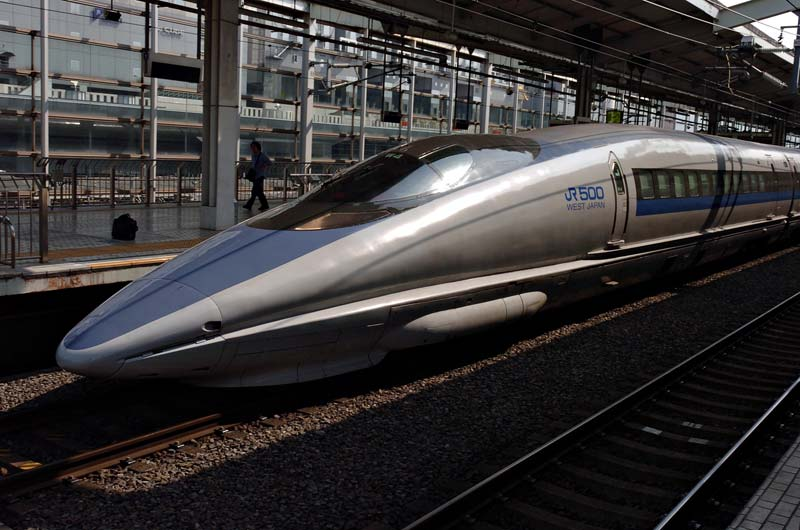
قاطرة "شينكانسن" من المجموعة 500 رابضة في محطة "كيوتو" (مارس 2005 م)

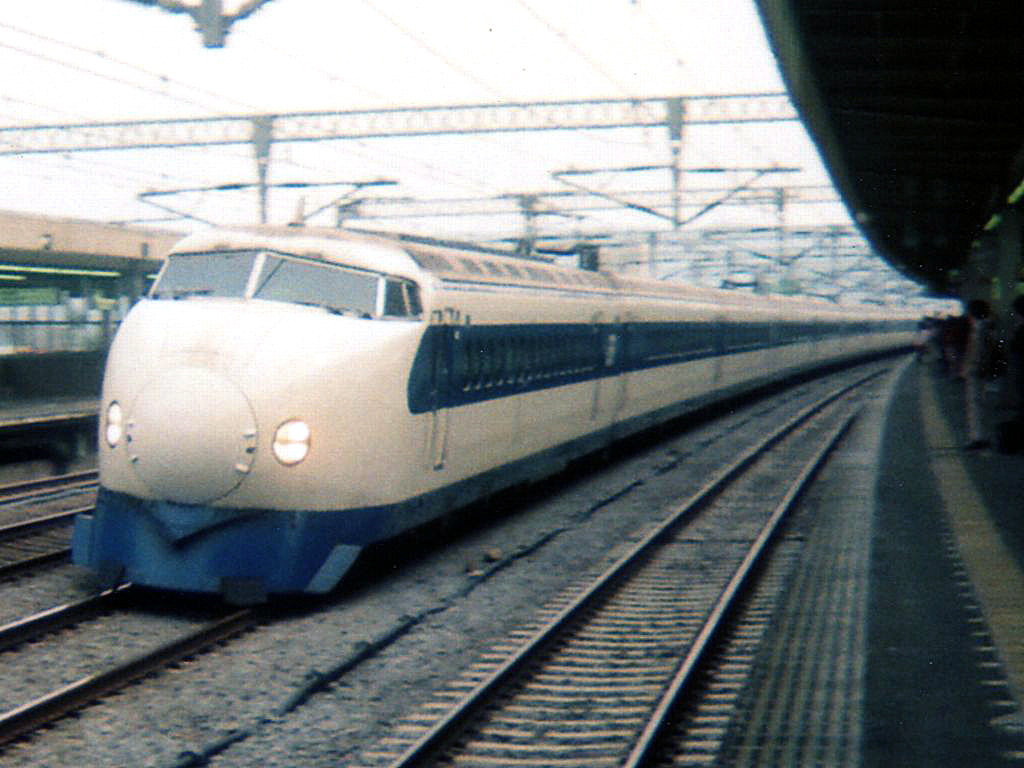
إحدى قاطرات "شينكانسن" من المجموعة 0 في محطة اوداوارا، (قد 1989 م)

شينكانسن (بالـيابانية: 新幹線 = Shinkansen) هي شبكة من القطارات فائقة السرعة في اليابان. كان تشغيل هذه القطارات مقتصرا على شركة «السكك الحديدية الوطنية اليابانية»، إلا أنه وبعد خصخصة هذه الأخيرة عام 1987 م، بدأ المجال يتسع ليشمل العديد من الشركات الخاصة.

## التسمية
يطلق الغربيون على هذه القطارات تسمية «قطارات الطلقة»، وهي ترجمة للكلمة اليابانية (弾丸列車 = dangan ressha)، التي أطلقت على المشروع الأصلي أثناء مراحل تطويره الأولى في سنوات الأربعينيات (1940 م). تعرف القطارات اليوم في اليابان باسم الـ«شينكانسن» ومعناها: «خط سكة الحديد الرئيسي الجديد».

## البدايات
مع نهاية الخمسينيات (1950 م) أصبحت اليابان تترقب وقوع مشكلة عويصة على المدى القريب: تشبع (اكتظاظ) الـ«توكائيدو»، أحد أهم خطوط المواصلات في البلاد منذ القرن الـ17 م، والرابط بين مدينتي «أوساكا» و«طوكيو». كان الحل الأمثل لتجنب هذه المشكلة يتمثل في إضافة خط حديد آخر إلى جانب الخط المتواجد. إلا أن نظام السكك الحديدية في اليابان، والذي أنشئ في القرن الـ19 م، كان يحد من إمكانية إجراء تحديثات عليه، تبعد السكتان عن بعضهما في هذا النظام بمسافة 1,067 مترا (ويسمى نظام السكك هذا بـ:«السكة المترية»، نظرا لأن مسافة التباعد تقارب المتر). لهذه الأسباب قررت الحكومة ومنذ 1957 م، أن يتم ضمان نقل المسافرين بين «أوساكا» و«طوكيو» بواسطة سكة حديدية كهربائية، ذات تباعد عادي (أي الخطوط العادية المستعملة اليوم عبر العالم ويقدر تبعادها بـ1,435 م). تم تصميم هذا الخط الجديد والذي أصبح يسمى «توكائيدو شينكانسن»، خصيصا للقطارات فائقة السرعة.
كانت عواقب هذا الاختيار كثيرة: أولًا، التخلي عن النظام المتري القديم لصالح النظام العادي، وهو ما يعني فصل الخط الجديد عن شبكة الخطوط اليابانية الأخرى لاستحالة مرور القطارات من شبكة إلى أخرى نظرًا لتباين مسافة تباعد السكتين فيهما. من جهة ثانية، توجب تصميم مسار يستوفي مقاييس هندسة جديدة بالكامل، كل هذا وسط معالم تمتاز بكثافة سكانية عالية وانتشار العمران. لهذه الأسباب قام المهندسون بتصميم العديد من المنشآت الهندسية (الجسور وغيرها)، كانت السرعة الفائقة للقطارت تحظر تواجد أي من ممرات الطرق البرية أو غيرها على امتدادها. تم مد الجزء الأكبر من السكة الحديدية على مواقع اصطناعية، تم تشييد أكثر من نصف الخط (46%) على منشآت هندسية، من بينها 115 كلم (22%) جسور معلقة، و 69 كلم (13%) أنفاق أرضية. كان هذه الإنشاءات شيئا جديدا في عالم القطارات، وحدها الخطوط الجبلية كانت تستدعي هذا الجهد. قليلة عدد المحطات التي تم بناؤها على طول هذا الخط (حولي الـ10)، كانت كلها تقع بجوار التجمعات الحضرية الكبرى، أي كل 50 كلم تقريبا.

## النجاح التجاري
بدأت الأشغال عام 1959 م، وتم افتتاح خط «توكائيدو شينكانسن» سنة 1964 م، قبل بدء دورة الألعاب الأولمبية (دورة طوكيو) بقليل. عرف الخط الجديد نجاحًا باهرًا منذ بداياته الأولى: 28 رحلة (ذهابا وإيابا) عند بدء العمل به، ثم تزايدت الوتيرة بعد عشرة سنوات حتى وصلت 180 قطارا يوميًا في كل اتجاه، أي قطار كل 6 دقائق، بين الساعة الـ6 صباحا ومنتصف الليل.
بعد ثلاث سنوات من انطلاقته (1967 م) بلغ عدد المسافرين الـ100 مليون، ليقفز العدد إلى مليار (1.000 مليون) مع حلول سنة 1976 م. أصبح الخط الجديد وسيلة لربط اثنين من أهم المراكز الحضرية في البلاد، كان يشبه في عمله خطاً كبيراً لقطار الأنفاق (مترو) ينتشر على طوله النسيج العمراني للمدينة العملاقة. كما تعتبر اليابان من أكثر الدول المتقدمة في صناعة وتطوير القطارات .

## توسع الشبكة

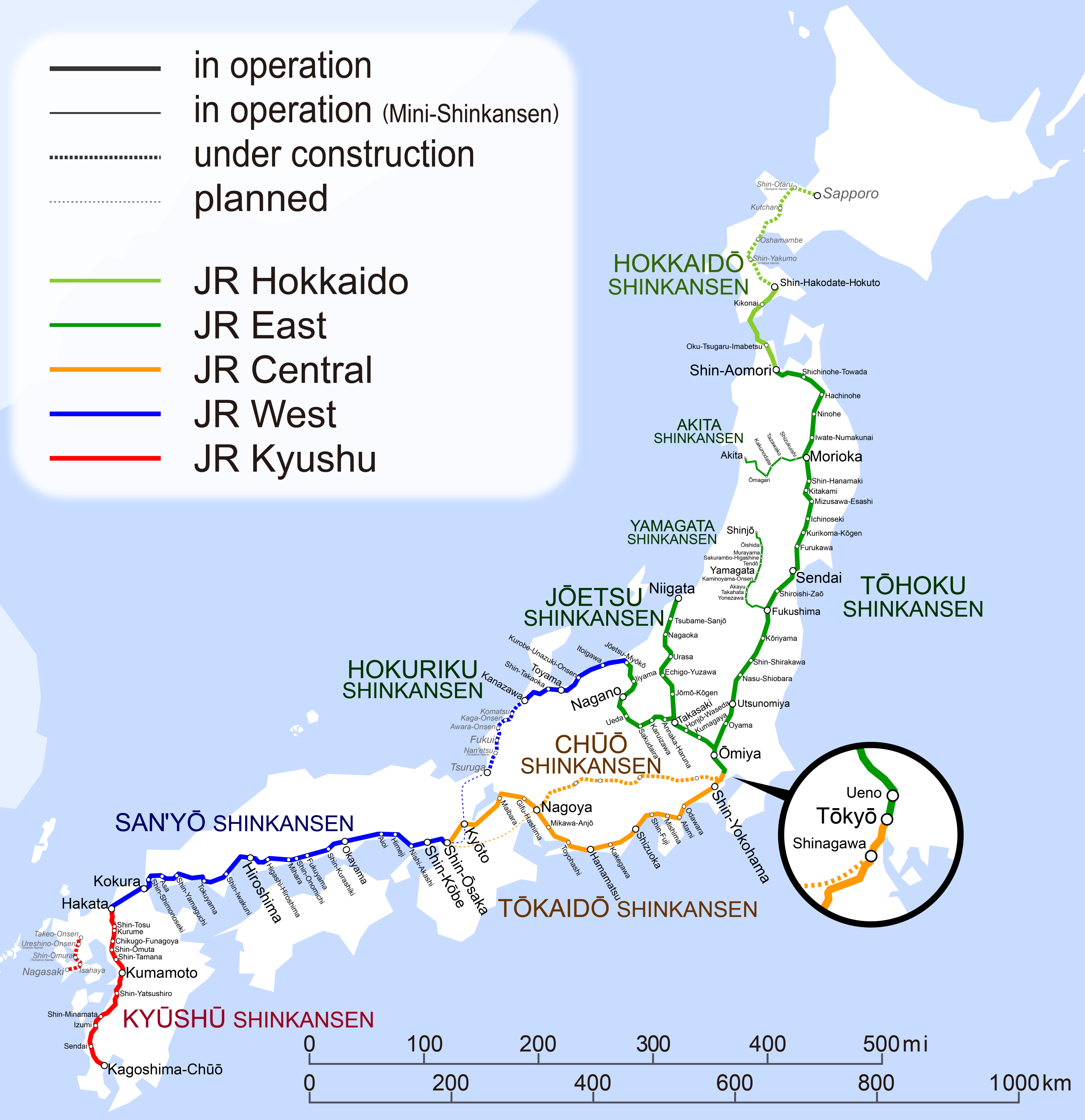
شبكة "القطارت فائقة السرعة" في اليابان.

بعد النجاح الباهر الذي حققه الخط الأول، قررت الحكومة اليابانية توسعة الشبكة، فتم افتتاح خط ثان: «سانيو شينكانسن» والذي تم تشغيله عام 1971 م، بين «أوساكا» و«أوكاياما»، ويبلغ طوله 162 كلم. عام 1975 م تم تمديده إلى مسافة 400 كلم بين مدينتي «أوكاياما» و«هاكاتا» (في جزيرة «كيوشو»)، وتم بالمناسبة حفر نفق بحري يمتد 18 كلم طولا تحت «مضيق كامار».
أقدمت السلطات العمومية في اليابان على وضع خطة لتوسعة شبكات الخطوط الحديدية الفائقة السرعة، كان عددها قد بلغ الـ12 خطا ووصل إجمالي طولها الـ7000 كلم. تم وضع هذه المخططات أثناء فترة النمو الاقتصادي، إلا أن اتفاق مجموعة من الصعوبات والعقبات حال دون إتمام المشروع، فتم وحتى بداية السبعينيات إنجاز نصف هذه المشاريع فقط.
عام 1975 م، بلغ طول طريق السكة الحديدية الفائقة السرعة الرئيسي في اليابان 1075 كلم، كان يتم تشغيل هذا الخط بأقصى طاقته، حددت السرعة القصوى للقطارات بـ250 كلم/سا على خط «توكائيدو شينكانسن» و 230 كلم/سا على خط «سانيو شينكانسن».
بعد أن ترددت السلطات كثيرا، تم إنشاء خطي «شينكانسن» جديدين، ثم تم تشغيلهما عام 1982 م: «جوتسو شينكانسن» الرابط بين «طوكيو» و«نيئيغاتا» (270 كلم)، و«توهوكو شينكانسن» بين «طوكيو» و«موري-أوكا» (492 كام). تميّز هذان الخطان الجديدان لأنه تم استغلالهما في مناطق داخلية ذات تضاريس متعرجة على عكس المناطق الساحلية -التي يجتازها أول خطي «شينكانسن»-. توجب على هذه الخطوط أن تستوفي شروطاً قاسية بخصوص الأذى والضجيج الذي كانت تسببه، كما كانت تتعرض لظروف جوية متقلبه وشديدة. كانت خصائص مساري الخطين أكثر تعقيدا من سابقهما: نسبة المنشآت الهندسية فيهما عالية، 95% و 99% على التوالي من المسار في كل منهما (من بينها 25% و 40% أنفاق أرضية).

## السياسة الحالية
عرفت الخطوط الفائقة السرعة اليابانية تغيّرا جذريا في طريقة استخدامهما، أوجِدت في البدء كحل لمشكلة تشبع الخطوط الرئيسية، ثم أصبحت لاحقا وسيلة سياسية لتهيئة المناطق العمرانية، بهدف مساعدة المناطق المعزولة على النهوض باقتصادها. إلا أن التكلفة الباهظة للخطوط الجديدة قادت الحكومة إلى البحث عن حلول أخرى. يتم اليوم القيام بمحاولة ربط الشبكتين (القديمة والجديدة) عن طريق تحويل بعض خطوط السكة القديمة إلى النظام العادي، حتى تتمكن قاطرات الـ«شينكانسن» من استقلالها. كما صممت عربات خاصة ذات حجم صغير (مجموعتي 400، و E2) قادرة أن تسير بسرعة 270 كلم/سا على الخطوط العادية الفائقة السرعة أو بسرعة محدوة على الخطوط القديمة (المترية).
عرفت خطوط الـ«شينكانسن» اليابانية نجاحا تقنيا باهرا، كما حققت على المدى المتوسط نجاحا اقتصاديا وتجاريا كبيرا، وتعتبر اليوم أكثر الخطوط الحديدية استعمالا في العالم.
قائمة بأنواع قاطرات الـ«شينكانسن» التي يتم استغلالها اليوم (2004)
| المجموعة | تاريخ التركيب | السرعة (كلم/سا) | ملاحظات                                                    |
| 0        | 1963 - 1986   | 220             |                                                            |
| 100      | 1984 - 1991   | 220             |                                                            |
| 200      | 1980 - 1986   | 240             |                                                            |
| 300      | 1989 - 1998   | 270             |                                                            |
| 400      | 1990 - 1992   | 240             | ويسمى الـ"شينكانسن المصغر" أو "Mini Shinkansen"            |
| 500      | 1995 - 1998   | 300             |                                                            |
| 700      | 1997 - 2004   | 285             |                                                            |
| 800      | 2003          | 260             |                                                            |
| E1       | 1994 - 1995   | 240             | ويضاف إلى تسميته "MAX" نظراً لأن عرباته تتكون من طابقين (2) |
| E2       | 1995 -        | 275             |                                                            |
| E3       | 1995 -        | 275             | ويسمى الـ"شينكانسن المصغر" أو "Mini Shinkansen"            |
| E4       | 1997 -        | 240             | ويضاف إلى تسميته "MAX" نظرا لأن عرباته تتكون من طابقين (2) |
| 700T     | 2004          | 300             | تم تشغيله في تايوان فقط                                    |

## صور

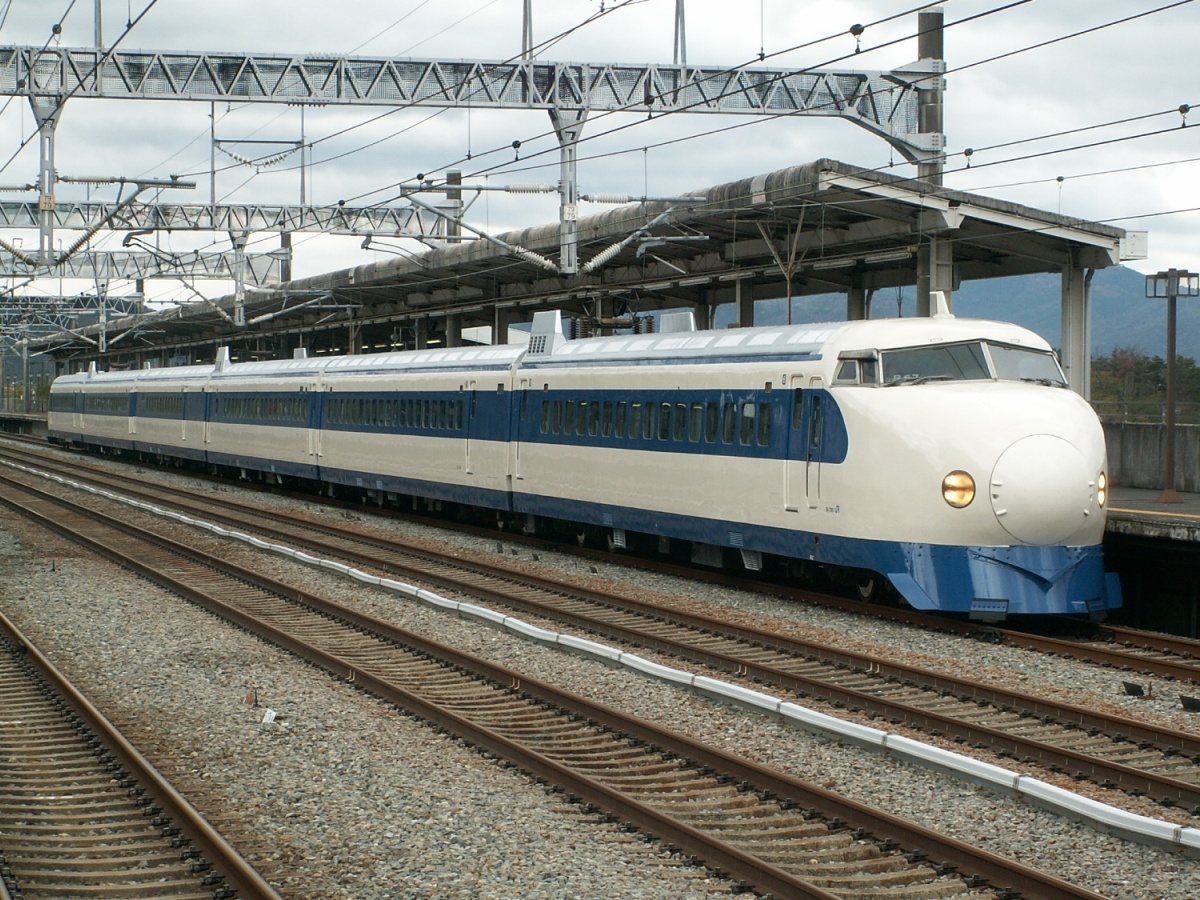
Series 0
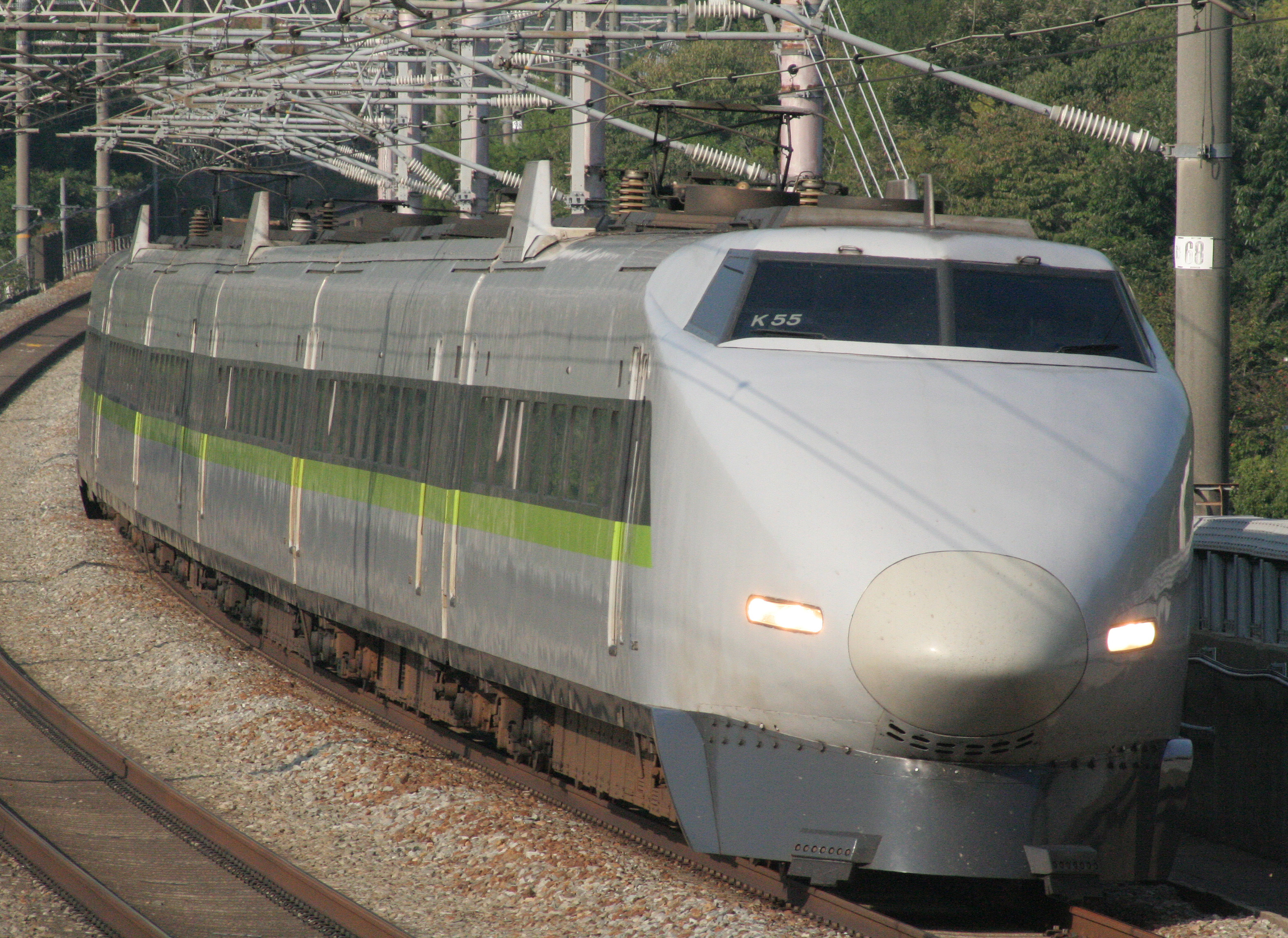
Series 100
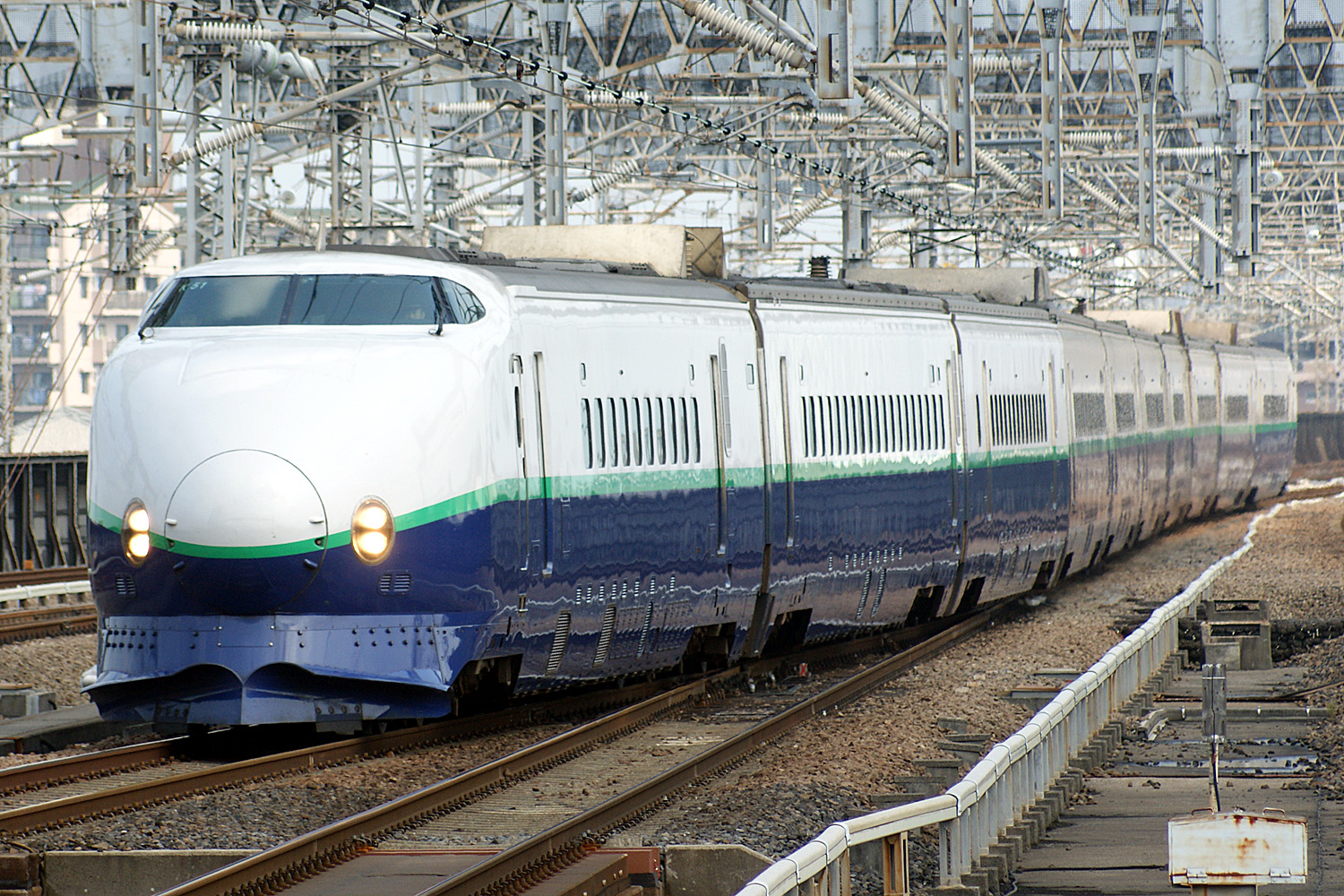
Series 200
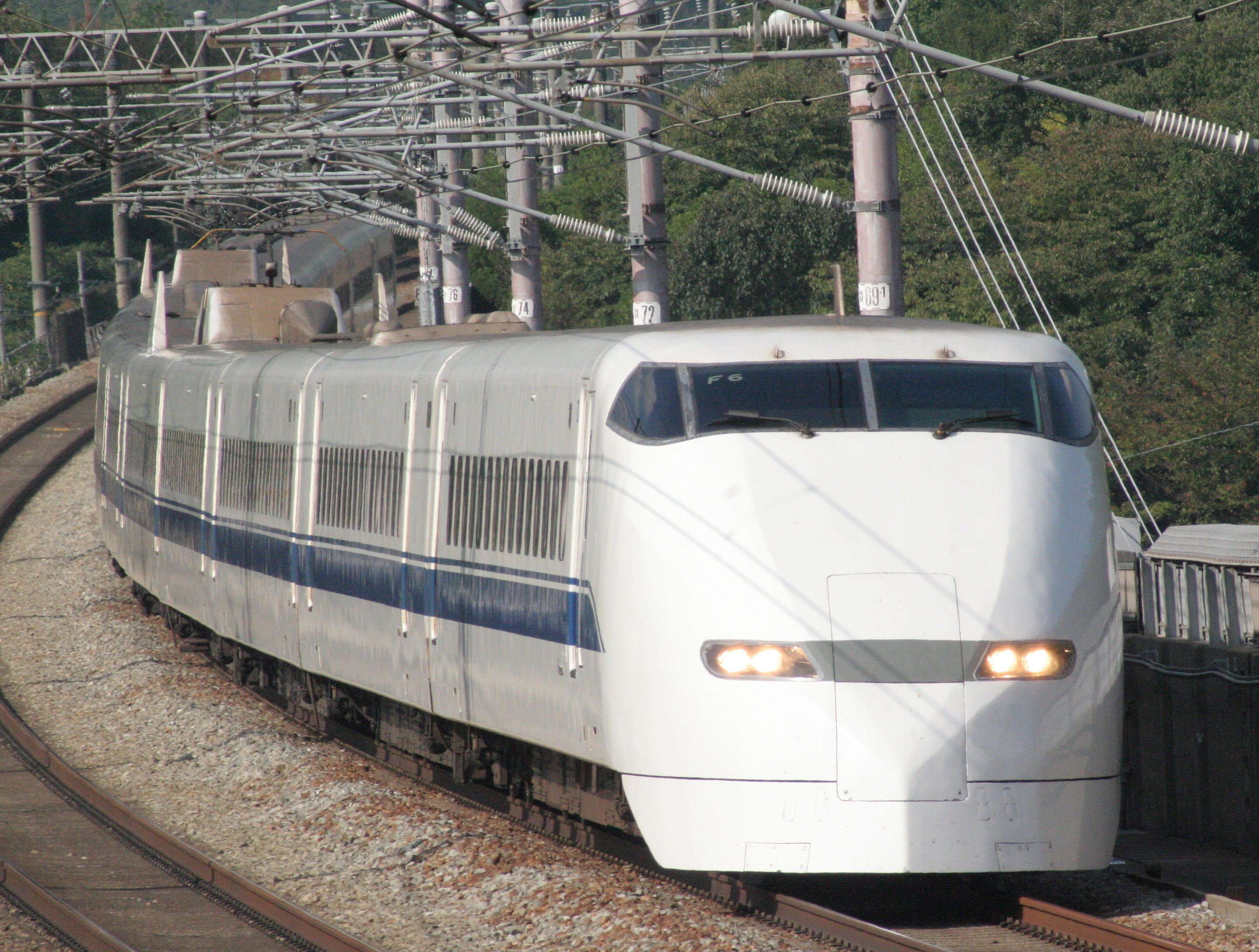
Series 300
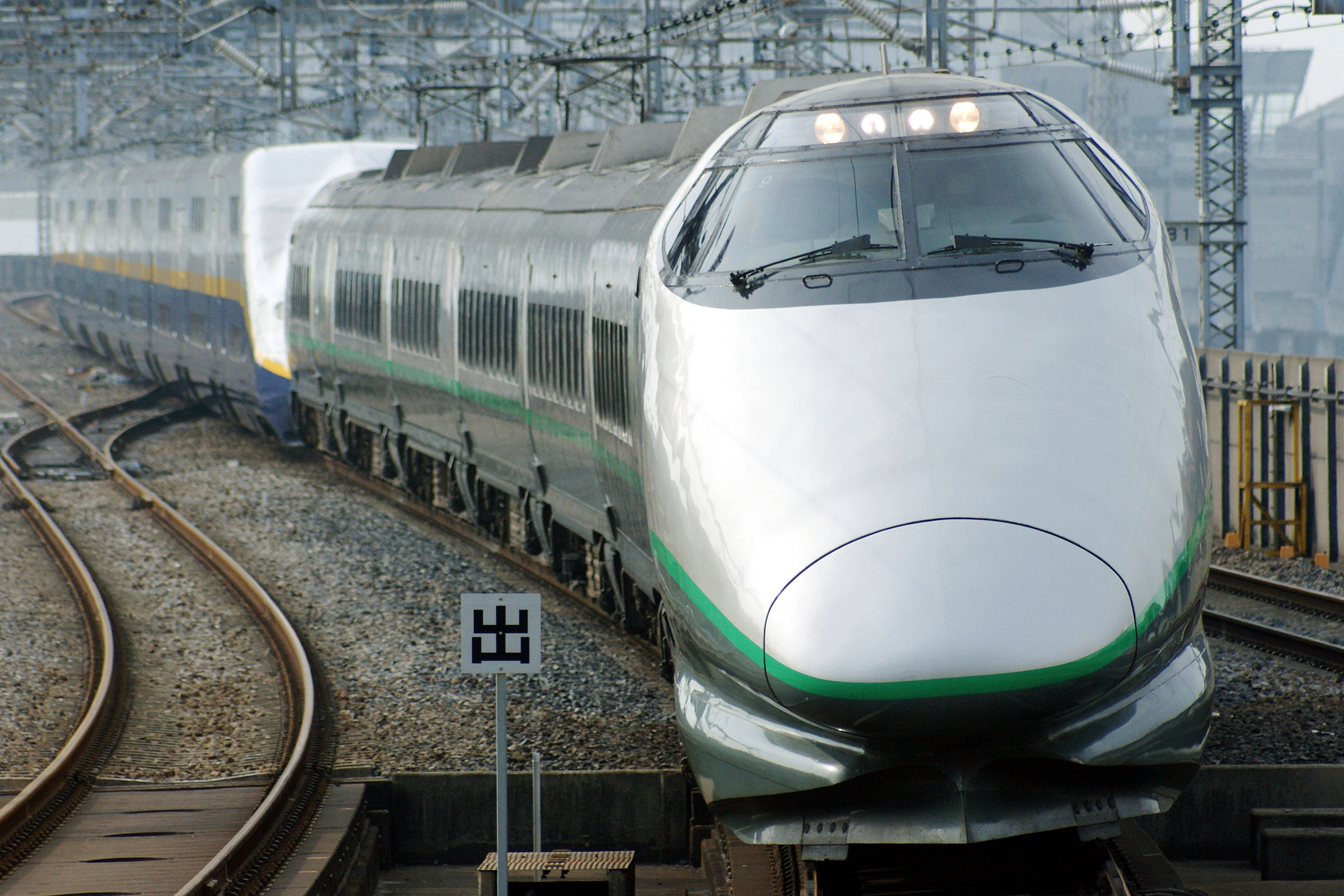
Series 400
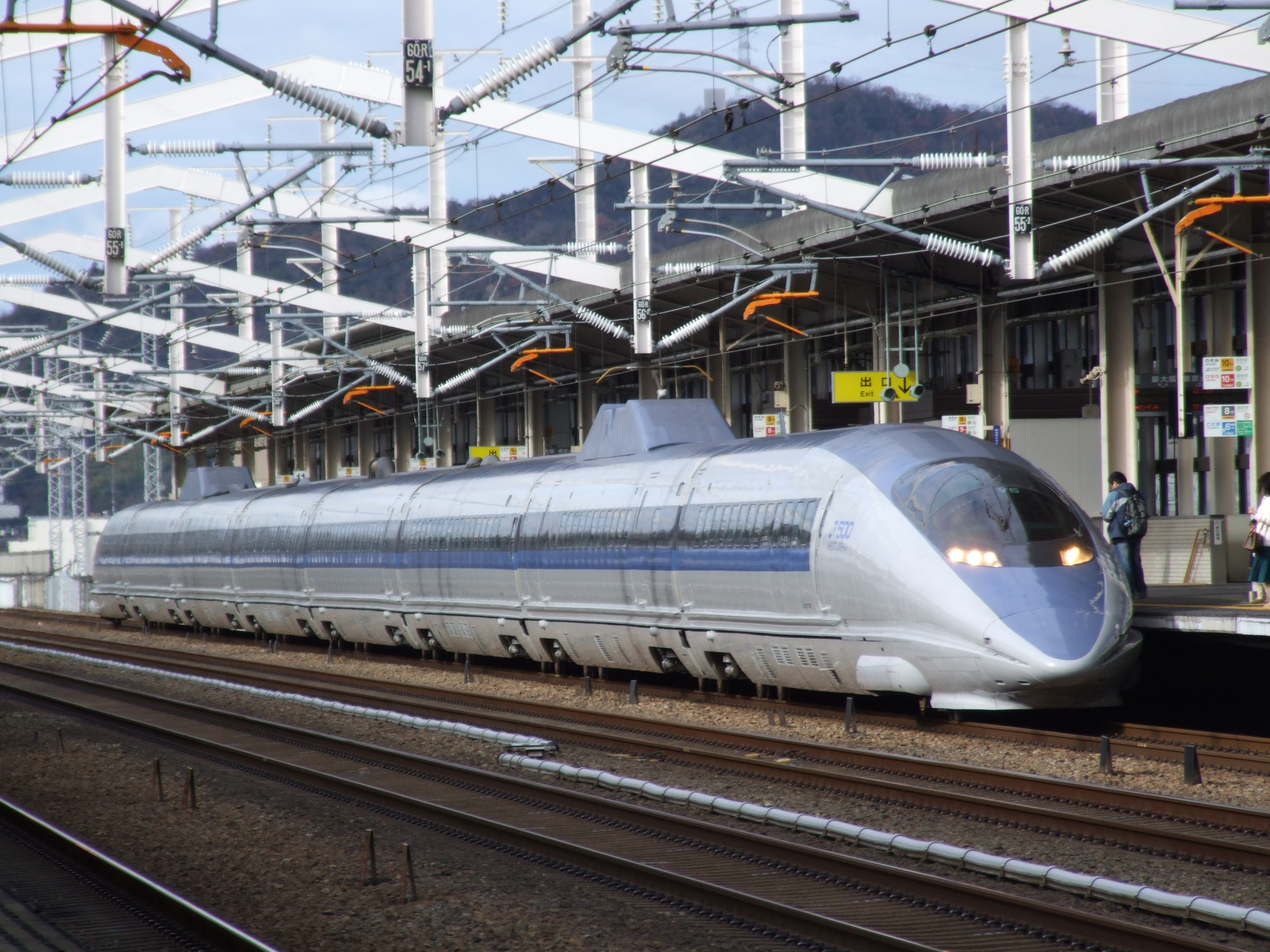
Series 500
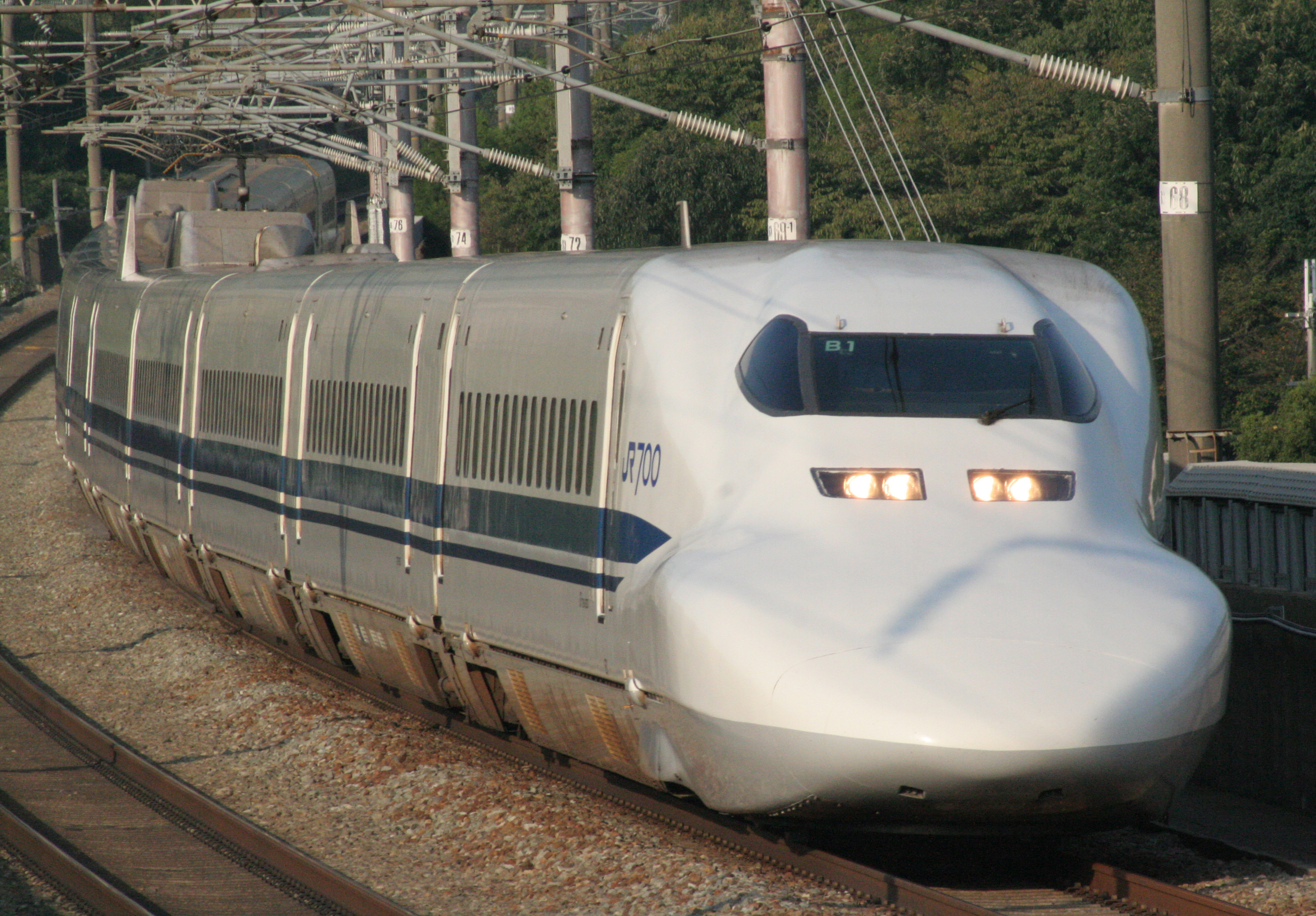
Series 700
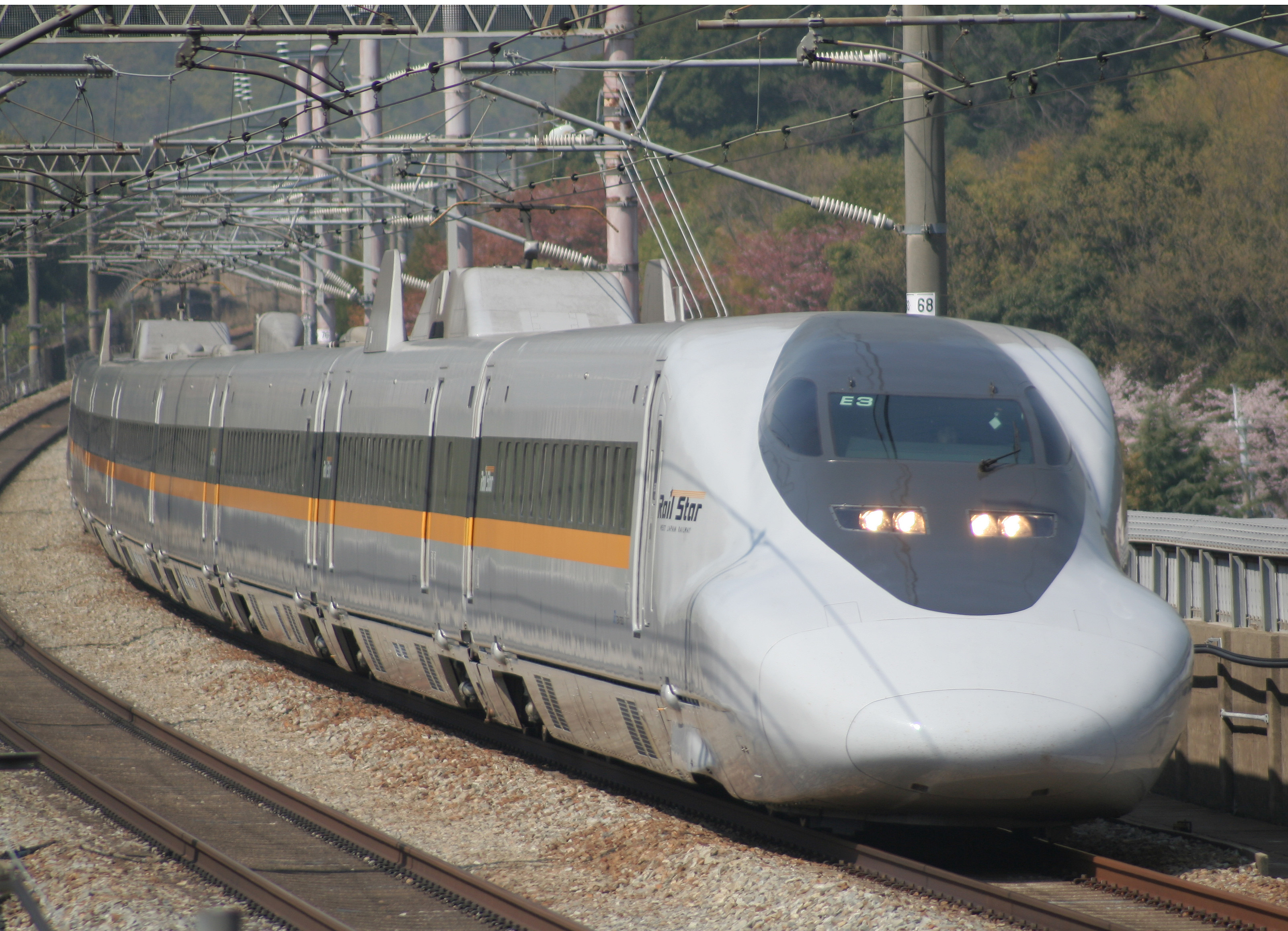
Series 700, Hikari Rail Star
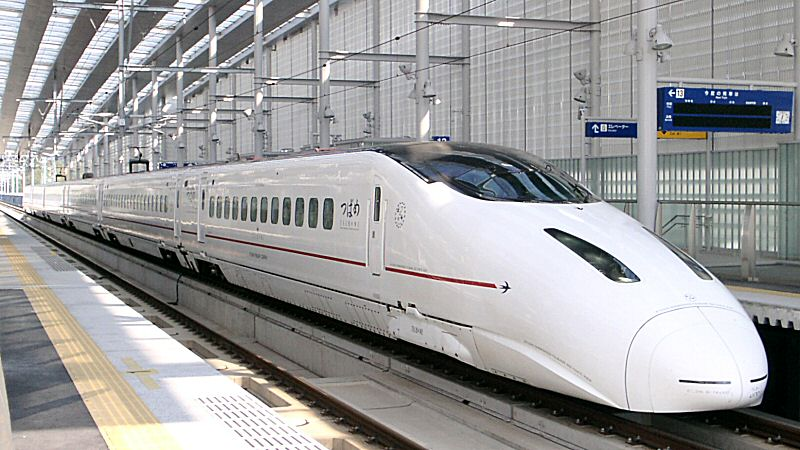
Series 800, Tsubame
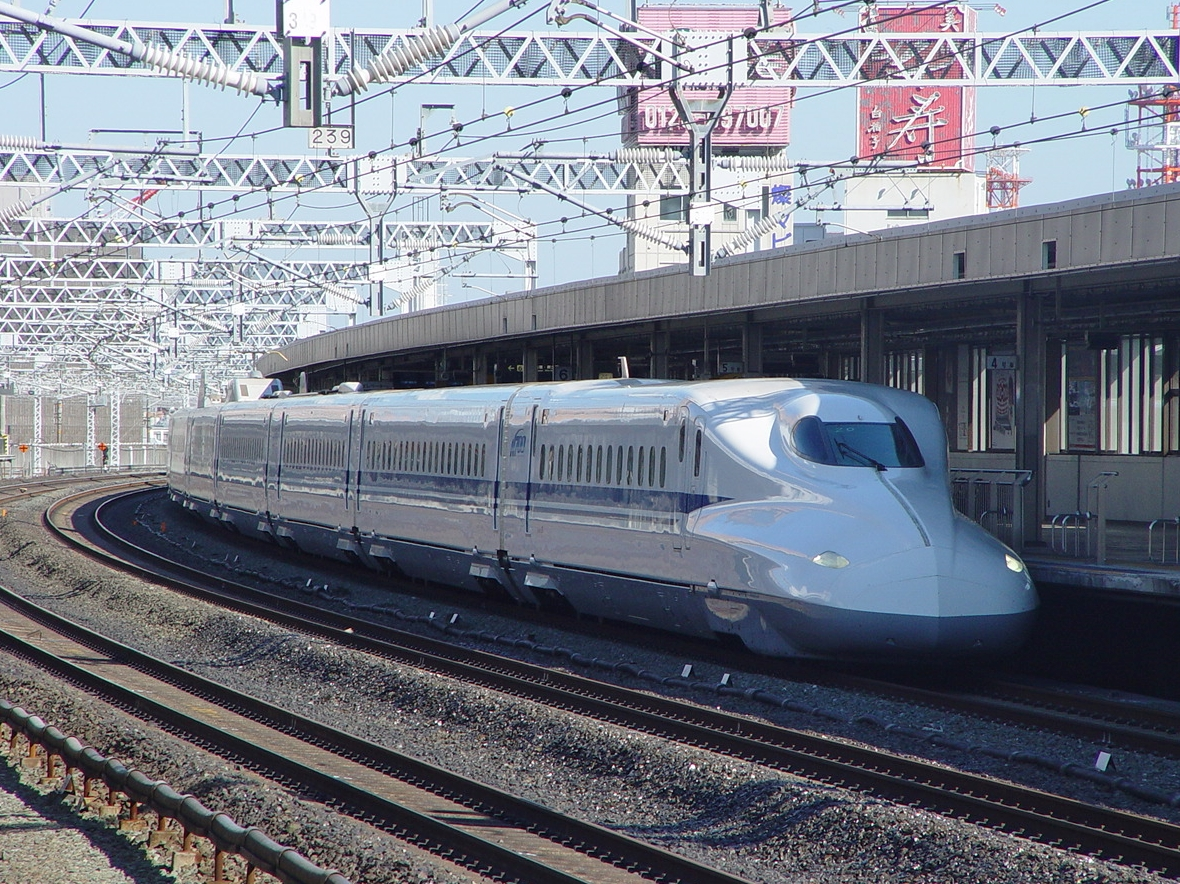
Series N700
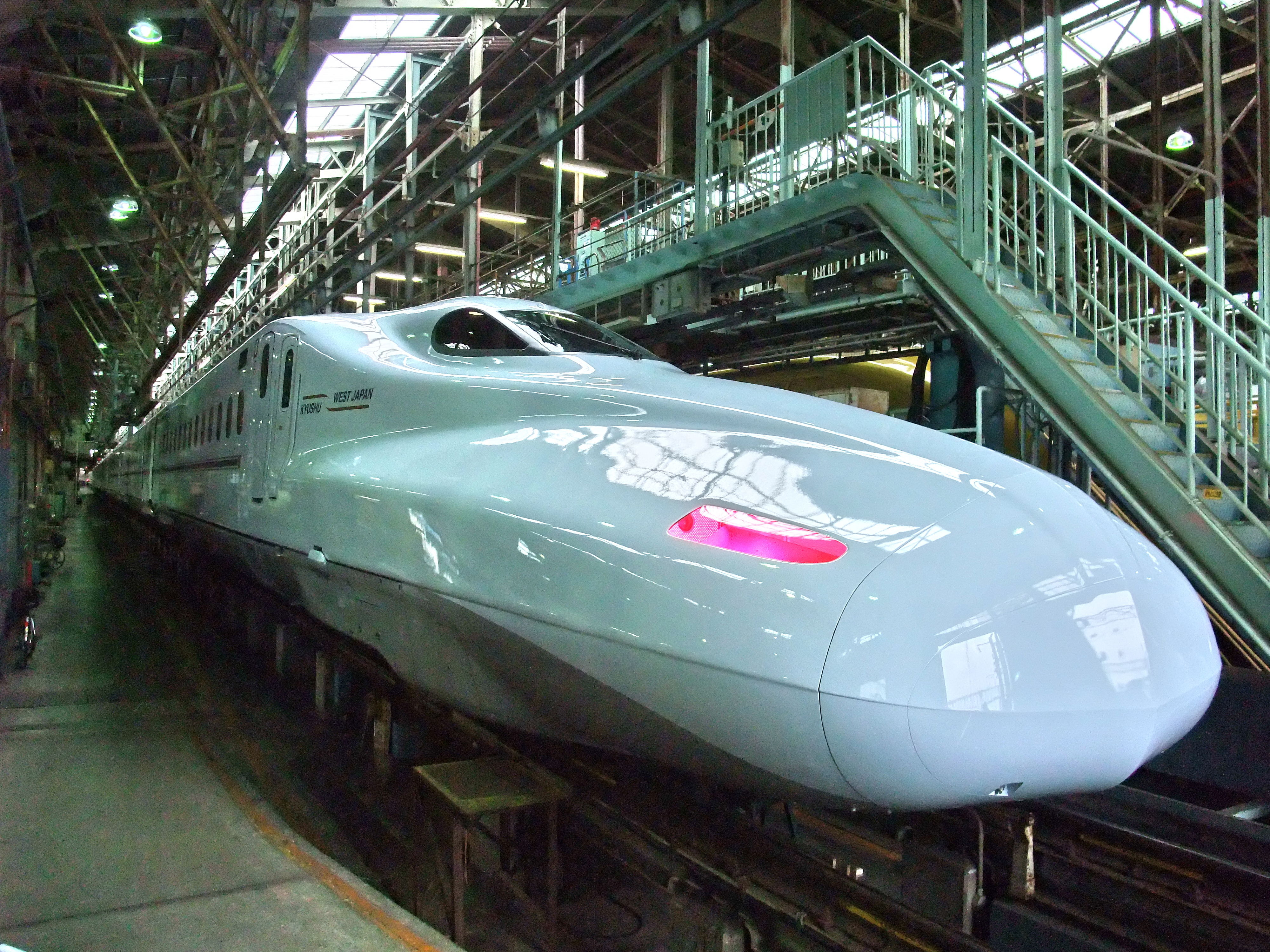
Series N700-7000, Sakura
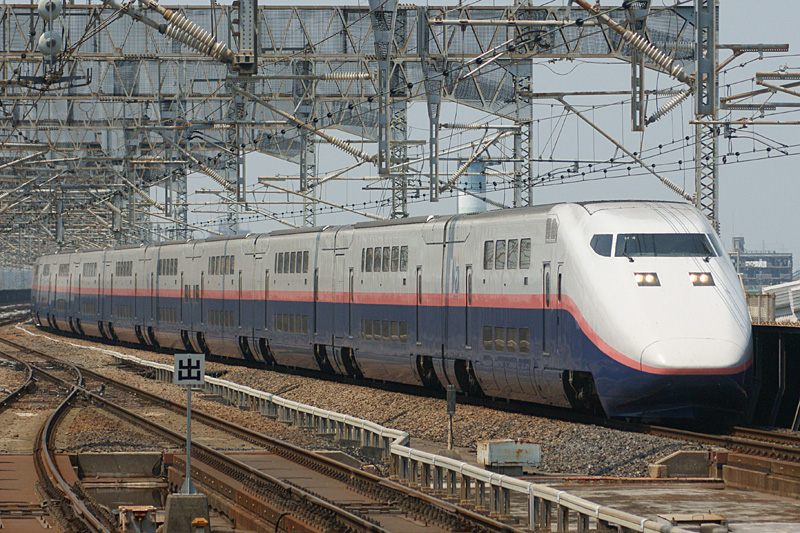
Series E1
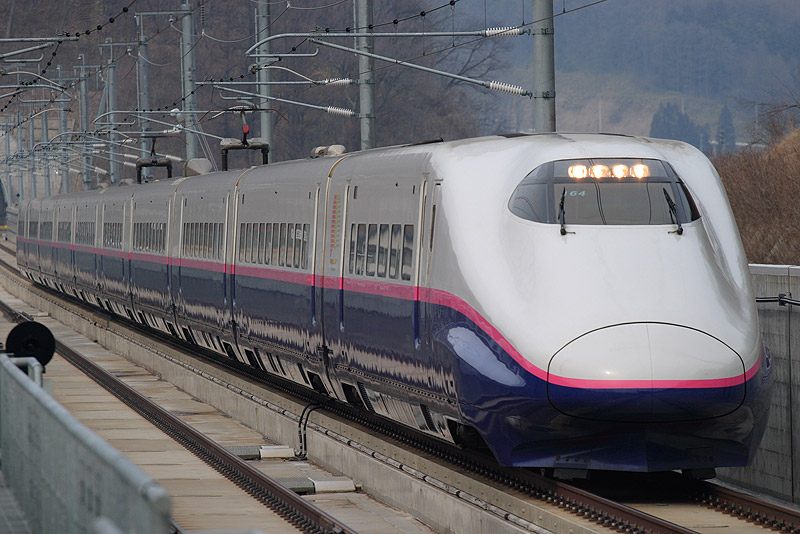
Series E2
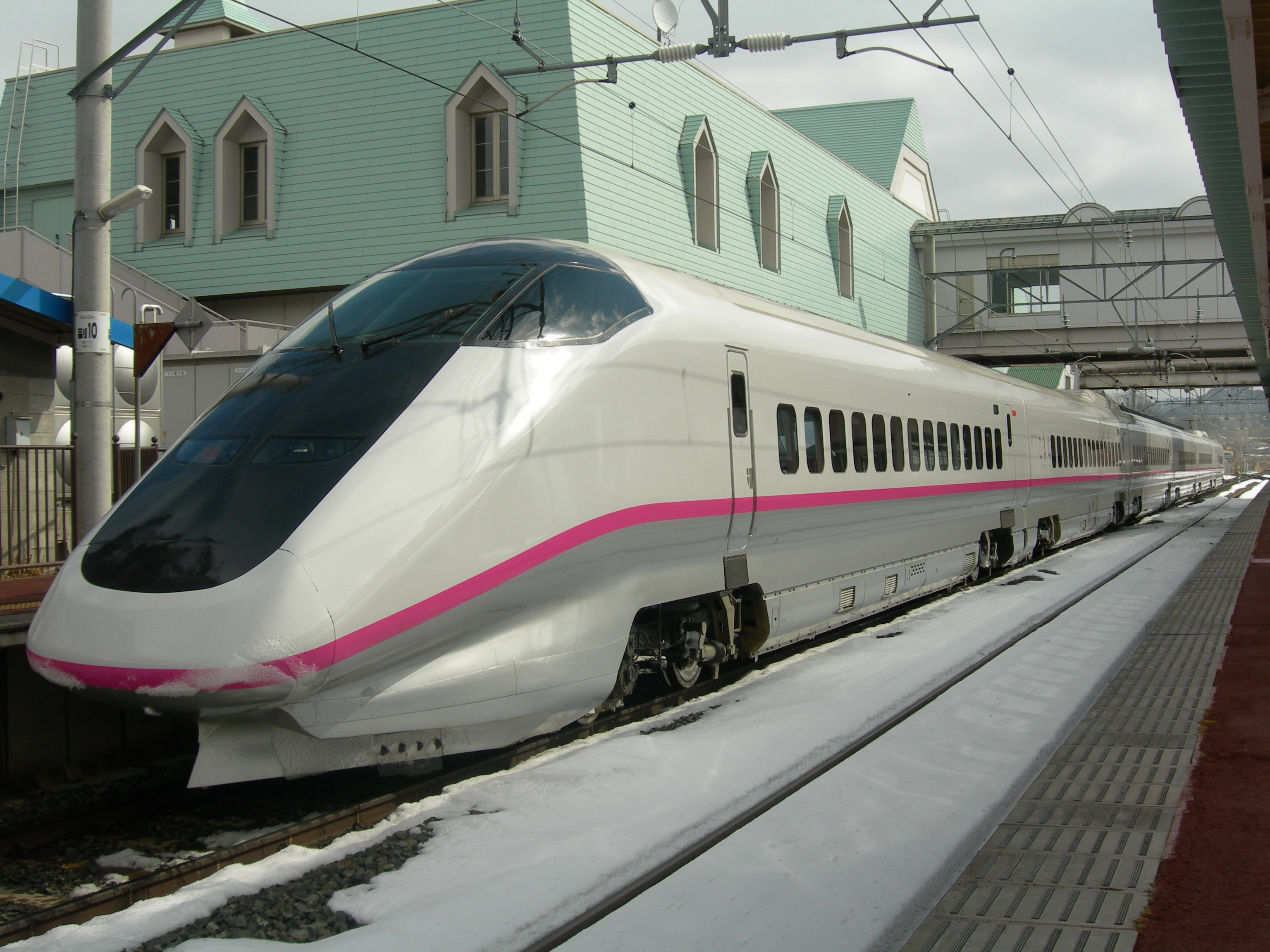
Series E3, Komachi
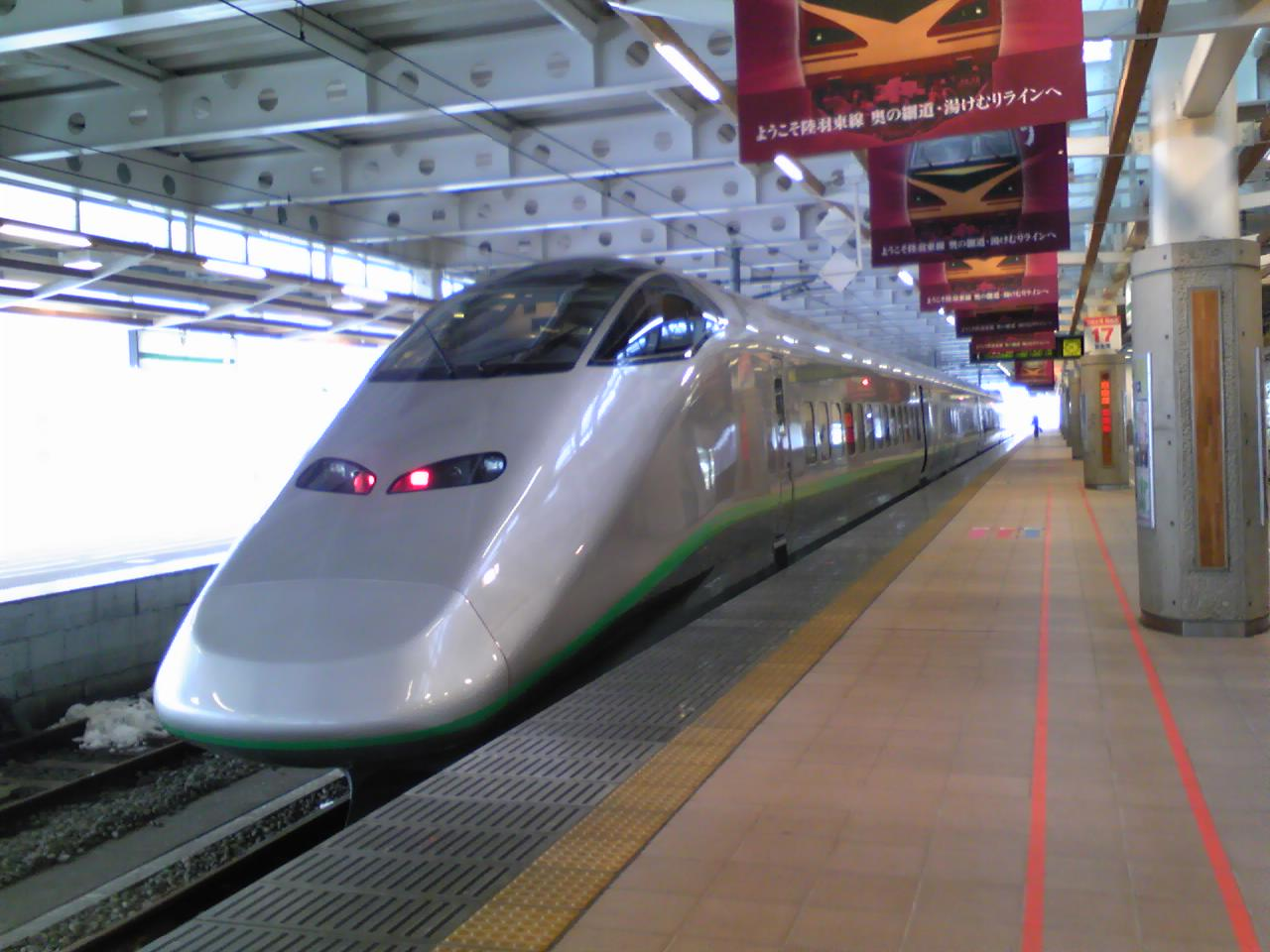
Series E3-2000, Tsubasa
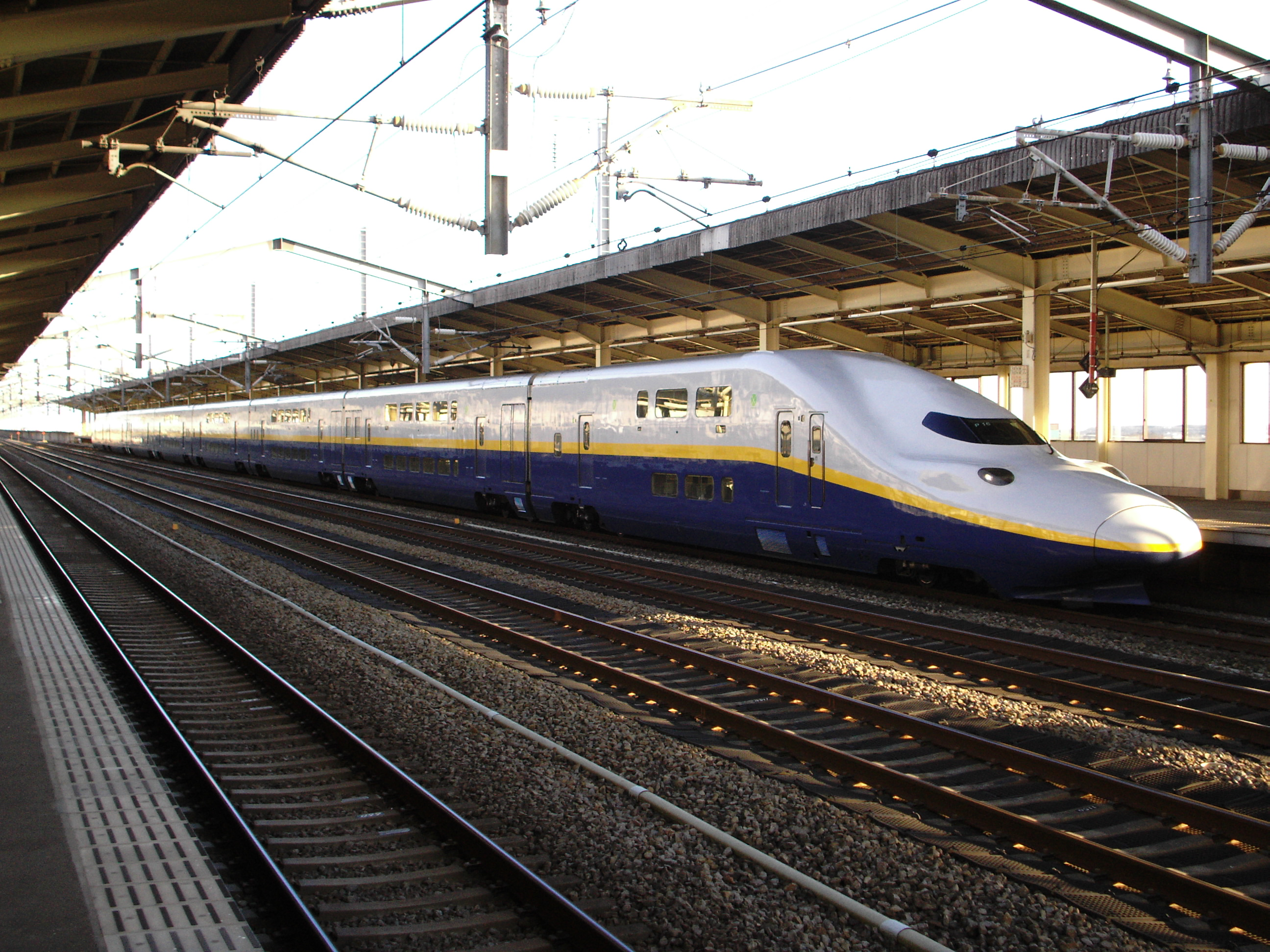
Series E4
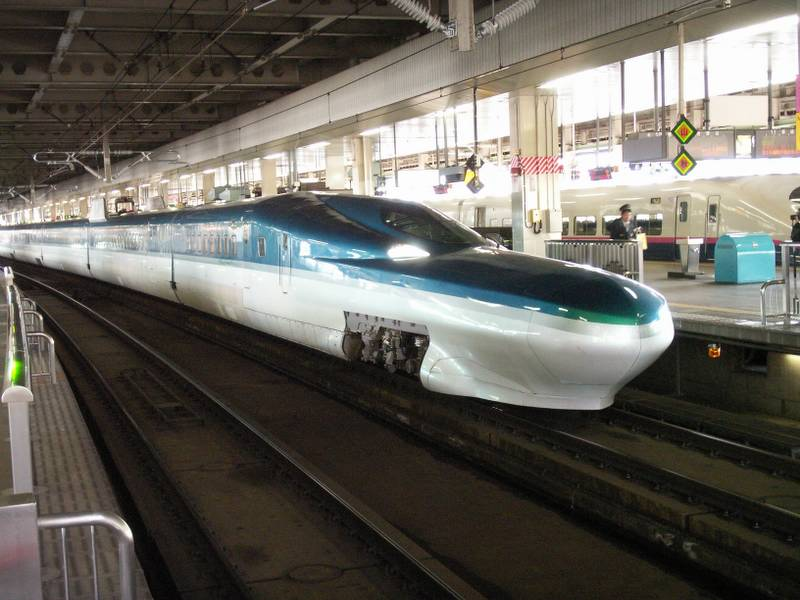
Type E954, Fastech 360
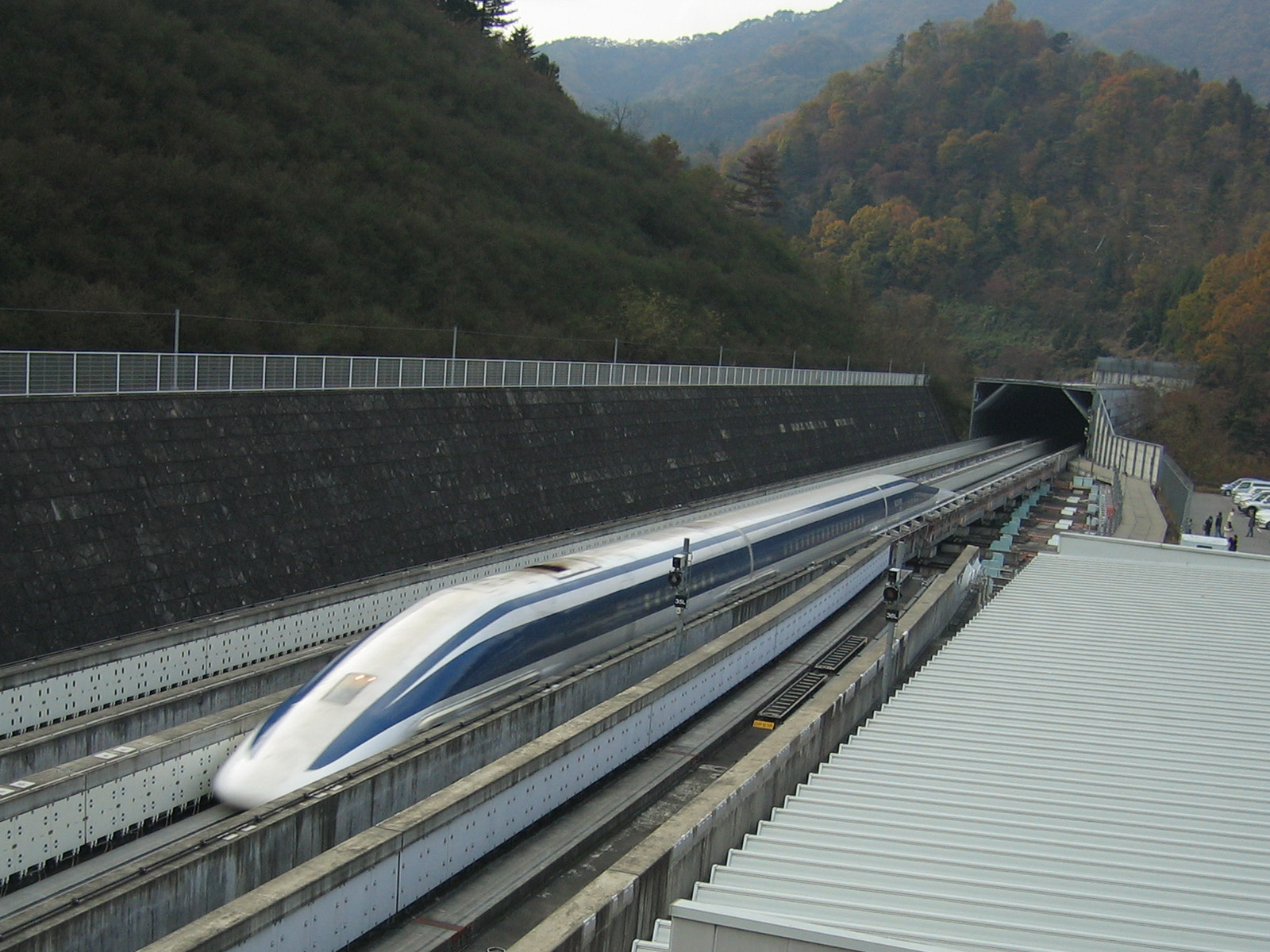
MLX01-2
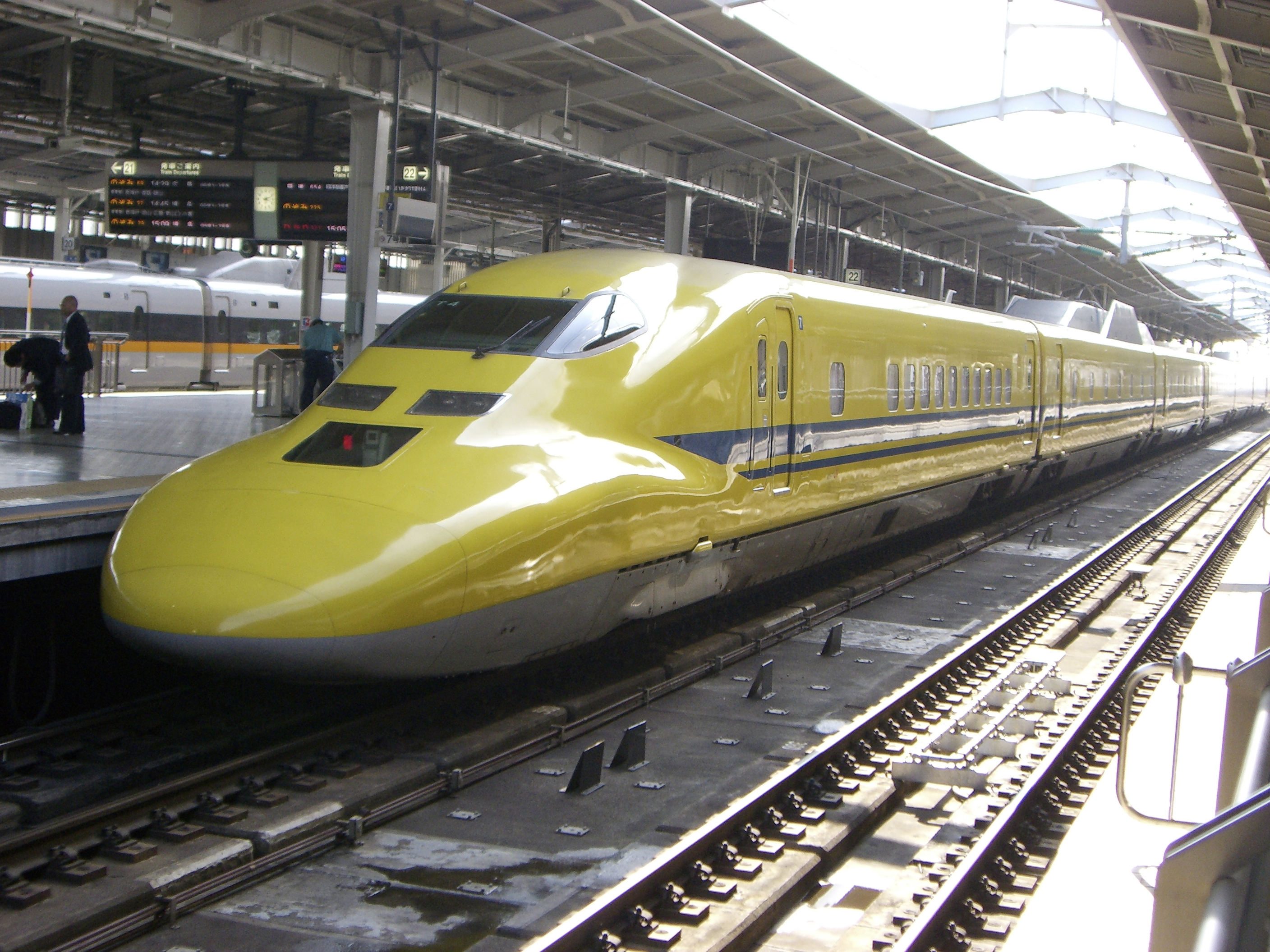
Type 923, Doctor-Yellow
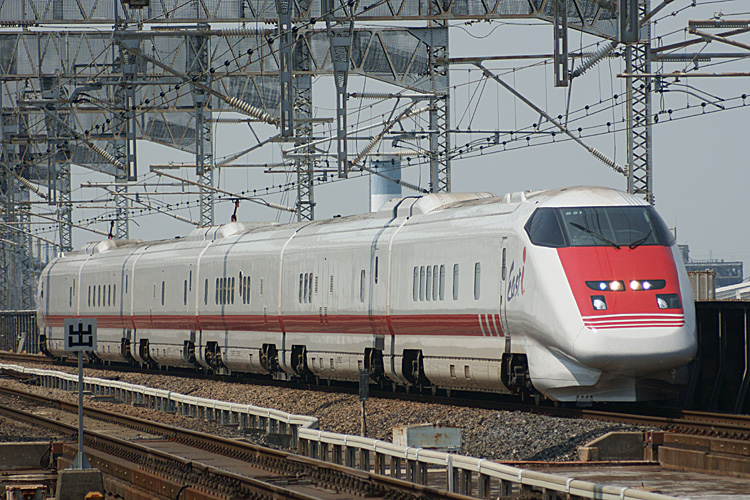
Type E926
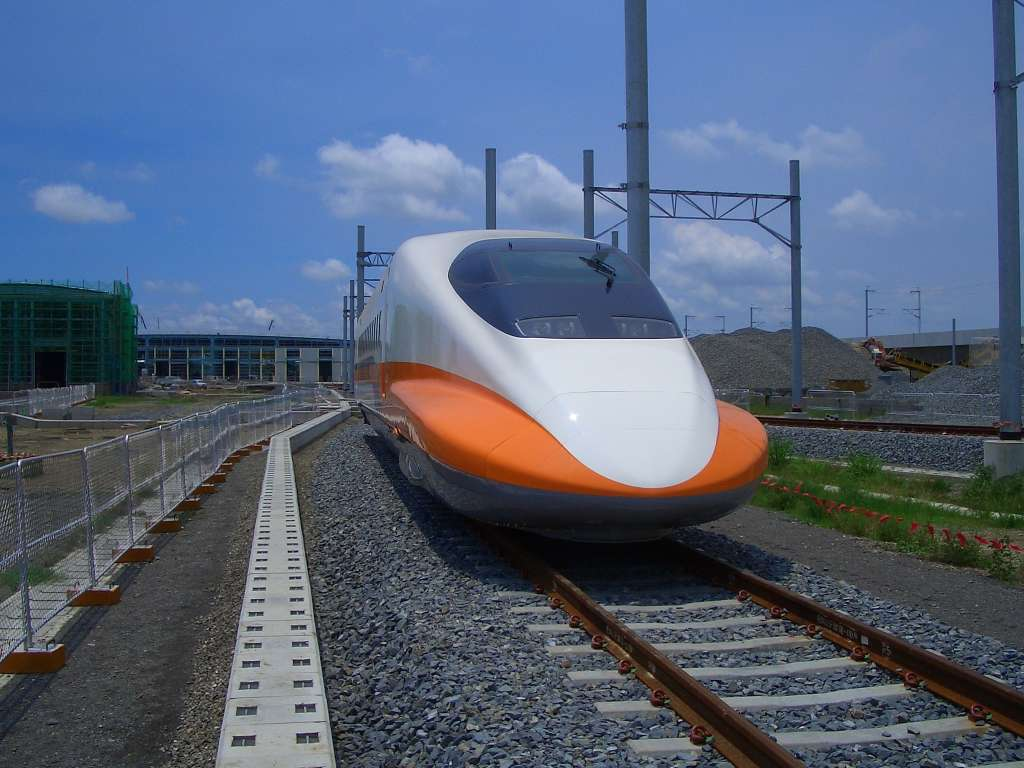
Series 700T، تايوان
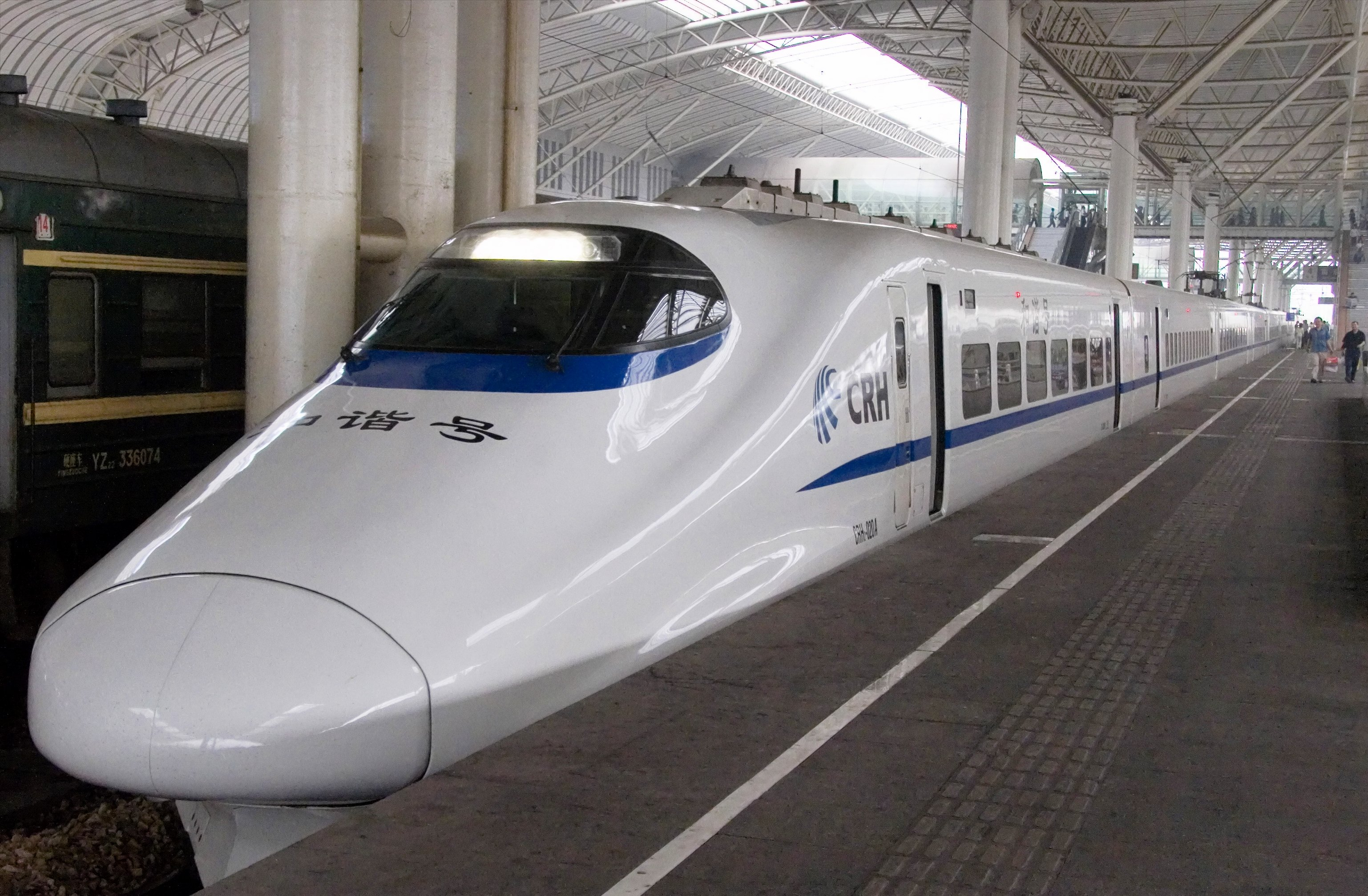
CRH2، جمهورية الصين الشعبية

## روابط
- تاريخ الـ«شينكانسن»